# Фотометричний паралакс
Фотометричний паралакс (або спектроскопічний паралакс) — астрономічний метод вимірювання відстаней до зір шляхом, в якому зі спектрального класу оцінюється абсолютна зоряна величина зорі, і потім відстань визначається шляхом порівняння результату з видимою зоряною величиною.
Незважаючи на свою назву, цей метод не покладається на ефект геометричного паралакса.
Техніку спектроскопічного паралакса можна застосувати до будь-якої зорі головної послідовності, для якої можна отримати спектр. Метод залежить від того, чи зоря є достатньо яскравою, щоб забезпечити якісний спектр, що станом на 2013 рік обмежує вілстань до неї величиною приблизно 10 000 парсек. 
Щоб застосувати цей метод, необхідно виміряти видиму зоряну величину і знати спектральний клас зорі. Спектральний тип можна визначити, спостерігаючи за спектром зорі. Якщо зоря лежить на головній послідовності, що визначається її класом світності, спектральний тип зорі дає хорошу оцінку абсолютної зоряної величини. Знаючи видиму зоряну величину (m) і абсолютну зоряну величину (M) зорі, можна обчислити відстань (d, у парсеках) до зорі, за формулою {\displaystyle m-M=5\log(d/10)}. Справжня відстань до зорі може відрізнятися від обчисленої через міжзоряне поглинання. 
Цей метод походить від спектроскопічних досліджень сонячних плям і зір Волтером Адамсом і Ернстом Кольшуттером. 
Цей метод є важливою сходинкою на драбині космічних відстаней.